# 마이클 바달루코
마이클 배덜루코(영어: Michael Badalucco, 1954년 12월 20일 ~ )는 미국의 배우이다.

## 출연 작품
- 이글 앤 더 알바트로스 (2018)
- 하트, 베이비 (2017)
- 그 규칙은 당신에게 적용되지 않아요 (2016)
- 댄서 앤 더 데임 (2015)
- 러브 인 뉴욕 (2015)
- 자라스 로 (2014)
- 히비 지비 (2013)
- 지골로 인 뉴욕 (2013)
- 컨페션 : 고해 (2011)
- 레지던트 (2011)
- 인 마이 슬립 (2009)
- 크리스마스 스토리 (2007)
- 그녀는 요술쟁이 (2005)
- 고메 클럽 (2004)
- 2B퍼펙트리어니스트 (2004)
- 그 남자는 거기 없었다 (2001)
- 오 형제여 어디 있는가 (2000)
- 썸머 오브 샘 (1999)
- 유브 갓 메일 (1998)
- 모세가 된 사나이 (1997)
- 사랑의 트라이앵글 (1997)
- 레써 프로피트 (1997)
- 바스키아 (1996)
- 어느 멋진 날 (1996)
- 투 이프 바이 씨 (1996)
- 선샤인 보이 (1995)
- 애꾸눈 지미를 찾아서 (1994)
- 레옹 디 오리지널 (1994)
- 레옹 (1994)
- 세인트 오브 뉴욕 (1993)
- 시애틀의 잠 못 이루는 밤 (1993)
- 돌아온 이탈자 2 (1992)
- 맥 (1992)
- 정글 피버 (1991)
- 코 끝에 걸린 사나이 (1991)
- 최후의 승자 (1990)
- 밀러스 크로싱 (1990)

### 텔레비전
- 더 프랙티스 (1997-2004)